# Polizei SV Darmstadt
Der Polizei SV Darmstadt (ab Mitte 1936 Militär-SV Darmstadt) war ein deutscher Polizeisportverein aus der hessischen Stadt Darmstadt. Die Feldhandball-Abteilung der Männer gewann 1934 die Deutsche Feldhandballmeisterschaft.

## Geschichte
Der Polizei SV Darmstadt wurde 1924 gegründet. Mit der Aufstellung der 33. Infanterie-Division 1936 in Darmstadt schloss sich der Verein dieser Garnison an und nannte sich Militärsportverein Darmstadt, bzw. ab 1938 nach dem stationierten Infanterie-Regiment 115 Militärsportverein Infanterie-Regiment 115 Darmstadt (MSV IR 115 Darmstadt). Mit Kriegsbeginn zog sich der Verein aus dem Ligasportbetrieb zurück. Spätestens mit Kapitulation der Wehrmacht wurde der Verein 1945 aufgelöst. Ob es später zu einer Neugründung des Polizeisportvereins in Darmstadt kam, ist nicht überliefert.

### Feldhandball
Erstmals überregional in Erscheinung traten die Polizisten bei der Deutschen Feldhandball-Meisterschaft 1928/29, für die sich der Verein als süddeutscher Vizemeister qualifizierte. Nach Siegen über die Sportfreunde Siegen, dem Deutschen HC Berlin sowie den Kollegen des SV Polizei Hamburg erreichte der Polizei SV Darmstadt das Finale der deutschen Meisterschaft, welches vor 6.000 Zuschauern in Halle (Saale) gegen den Seriensieger Polizei SV Berlin mit 7:12 verloren ging.
Mit Neugliederung des Sportbetriebes nach Machtübernahme der Nationalsozialisten spielte Darmstadt fortan in der erstklassigen Handball-Gauliga Südwest. Diese konnten die Polizisten bereits in der ersten Spielzeit gewinnen, wodurch sie sich zum zweiten Mal für die Deutsche Feldhandballmeisterschaft qualifizierten. Dort erreichte der Polizei SV Darmstadt das Finale gegen die SpVgg Fürth, durch einen 9:7-Sieg vor 15.000 Zuschauern im Darmstädter Hochschulstadion krönte sich der Verein zum Deutschen Feldhandballmeister 1934. 1936 gelang nochmals der Sieg der Gauliga. In der anschließenden Endrunde zur deutschen Meisterschaft scheiterte der nun bereits MSV Darmstadt genannte Verein jedoch bereits in der Gruppenphase.

### Fußball
Mit Gründung der Sportgaue 1933 spielte die Fußballabteilung des Polizei SV Darmstadt in der zweitklassigen Fußball-Bezirksklasse Südhessen. Diese konnte von 1934 bis 1937 viermal hintereinander gewonnen werden, bei den anschließenden Aufstiegsrunden zur erstklassigen Gauliga Südwest scheiterte der Verein jedoch regelmäßig. Dennoch war der Polizei-SV in diesem Zeitraum der stärkste Fußballverein aus Darmstadt und ließ den Stadtrivalen SV Darmstadt 98 hinter sich. Aufgrund von finanziellen Beziehungen zum Deutschen Reichsbund für Leibesübungen wurde der MSV Darmstadt von September bis Dezember 1938 gesperrt und durfte nicht am Spielbetrieb teilnehmen. Dadurch wäre der Verein nach der Spielzeit 1938/39 in die Drittklassigkeit abgestiegen, durch den Beginn des Zweiten Weltkriegs zog sich der Verein jedoch komplett vom Spielbetrieb zurück.

## Erfolge
Handball:
- Deutscher Feldhandballmeister: 1934
- Deutscher Feldhandball-Vizemeister: 1929
- Handball-Gaumeister Südwest: 1934, 1936

Fußball:
- Bezirksmeister Südhessen: 1934, 1935, 1936, 1937

## Bekannte Spieler
- Georg Dascher
- Heinrich Keimig
- Rudolf Stahl